# Giresun
Giresun (das antike Cerasus, deutsch historisch Kerasunt, neugriechisch Κερασούντα, altgriechisch Κερασοῦς) im Nordosten der Türkei am Schwarzen Meer gelegen, ist Hauptstadt und zugleich mit über 143.000 Einwohnern größte Stadt der gleichnamigen Provinz Giresun. Gleichzeitig ist sie auch Zentrum des zentralen Landkreises (Merkez).

## Name der Stadt
Die Herkunft des Namens Giresun ist umstritten, die Stadt hieß in der Antike altgriechisch Κερασοῦς Kerasous, in der Neuzeit neugriechisch Κερασούντα Kerasounta. Dieser Name stammt vermutlich von dem griechischen Wort κεράσιον Kerasion, was ‚Kirsche‘ bedeutet, oder vom ebenfalls griechischen κέρας Keras, deutsch ‚Horn‘. Laut Plinius dem Älteren leitet sich umgekehrt der Name der Kirsche von der Stadt her. Der römische Konsul und Feldherr Lucius Licinius Lucullus habe die Frucht prunus cerasus von dort mitgebracht und erstmals Kirschbäume in Italien gepflanzt.

## Geographie
Giresun liegt im Nordosten der Türkei an einem Horn am Schwarzen Meer. Typisch für die gesamte östliche Schwarzmeerküste der Türkei sind die Gebirgszüge und Berge des Pontus-Gebirges, die bis zur Küste des Schwarzen Meeres reichen. Für dieses Landschaftsbild ist die Region, nicht nur in der Türkei, bekannt. Ebene Flächen in der Stadt Giresun findet man lediglich an den schmalen Küstenstreifen und zwischen den beiden Flussläufen und -mündungen des Batlama und Aksu. Etwa zwei Kilometer vor der Küste befindet sich die kleine Insel Giresun Adası (Aretias). Nach der Griechischen Mythologie soll dort Herakles den Amazonen begegnet sein.

### Stadtgliederung
Trotz ihrer alten Geschichte ist Giresun heute eine moderne Stadt. Sie ist um eine gebirgige Halbinsel erbaut. Die Halbinsel von Giresun mit der Burg Giresun Kalesi auf ihrem höchsten Punkt ist eines der Wahrzeichen der Stadt und eine touristische Attraktion. Da ebene Flächen im Stadtgebiet rar sind, sind über die Jahre viele Stadtteile auf den Hängen der Berge zum Meer hin erbaut worden. Das Stadtbild ist größtenteils geprägt von engen und steilen Straßen, die ihr eigenes Flair vermitteln. Sogar die neu gepflasterte Haupteinkaufs- und Geschäftsstraße hat ein starkes Gefälle.
Die Stadt wird in 28 Stadtviertel (Mahalle) eingeteilt. Deren Einwohnerzahl reicht von über 10.000 (Teyyaredüzü 15.292, Gedikkaya 13.399 und Çıtlakkale 11.990 Einwohner) bis auf weniger als 300 Einwohner (Samanlıkkıranı 288, Çağlayan 280 und Cumhuriyet 245 Einwohner).

### Landkreis
Der zentrale Landkreis liegt in der Mitte der Provinz und hat die Kreise (İlçe) Bulancak im Westen, Dereli im Süden und Keşap im Osten als Nachbarn. Der Kreis ist bevölkerungsmäßig der größte, was wohl an der Provinzhauptstadt liegt – 85,8 % der Landkreisbevölkerung. Der Landkreis blieb seit Gründung der Türkei (1923) unverändert in seinem Territorium.
Derzeit (Ende 2020) besteht er neben der Kreis- und Provinzhauptstadt aus der Gemeinde (Belediye) Duroğlu (3.082 Einw.) und 53 Dörfern (Köy) mit durchschnittlich 320 Bewohnern (Gesamtbevölkerung aller Dörfer: 16.963 Einw.). Boztekke ist mit 932 Einwohnern das größte Dorf, das kleinste zählt 99 Einwohner.

### Klima
Das Klima ist feucht und mild. Für die Normalperiode 1991–2020 beträgt die Jahresmitteltemperatur 15,1 °C, wobei im Februar mit 7,4 °C die kältesten und im August mit 24,3 °C die wärmsten Monatsmitteltemperaturen gemessen werden.
|                        | Jan   | Feb   | Mär   | Apr   | Mai   | Jun   | Jul   | Aug   | Sep   | Okt   | Nov   | Dez   |   |         |
| Mittl. Temperatur (°C) | 7,6   | 7,4   | 8,8   | 11,6  | 16,0  | 20,8  | 23,7  | 24,3  | 21,0  | 17,2  | 12,8  | 9,7   | ⌀ | 15,1    |
| Mittl. Tagesmax. (°C)  | 10,6  | 10,7  | 12,4  | 15,3  | 19,2  | 23,9  | 26,8  | 27,4  | 24,2  | 20,3  | 16,0  | 12,7  | ⌀ | 18,3    |
| Mittl. Tagesmin. (°C)  | 5,3   | 4,8   | 6,1   | 8,9   | 13,6  | 18,1  | 21,0  | 21,7  | 18,4  | 14,7  | 10,3  | 7,3   | ⌀ | 12,6    |
|                        |       |       |       |       |       |       |       |       |       |       |       |       |   |         |
| Niederschlag (mm)      | 127,6 | 92,0  | 98,0  | 72,8  | 73,1  | 83,9  | 82,2  | 81,8  | 133,7 | 175,8 | 158,5 | 129,0 | Σ | 1.308,4 |
|                        |       |       |       |       |       |       |       |       |       |       |       |       |   |         |
| Regentage (d)          | 14,57 | 13,67 | 16,33 | 15,07 | 14,57 | 12,57 | 10,63 | 11,43 | 12,73 | 15,40 | 12,67 | 14,67 | Σ | 164,31  |

| 5,3 |

| 4,8 |

| 6,1 |

| 8,9 |

| 13,6 |

| 18,1 |

| 21,0 |

| 21,7 |

| 18,4 |

| 14,7 |

| 10,3 |

| 7,3 |

| 5,3 |

| 4,8 |

| 6,1 |

| 8,9 |

| 13,6 |

| 18,1 |

| 21,0 |

| 21,7 |

| 18,4 |

| 14,7 |

| 10,3 |

| 7,3 |

### Bevölkerungsentwicklung
Nachfolgende Tabelle zeigt den vergleichenden Bevölkerungsstand jeweils am Jahresende für die Provinz, den zentralen Landkreis und die Stadt Giresun sowie den jeweiligen Anteil an der übergeordneten Verwaltungsebene. Die Zahlen basieren auf dem 2007 eingeführten adressbasierten Einwohnerregister (ADNKS).

| Jahr | Provinz | Landkreis | Landkreis | Stadt | Stadt   |
| Jahr | abs.    | %         | abs.      | %     | abs.    |
| ---- | ------- | --------- | --------- | ----- | ------- |
| 2020 | 448.712 | 31,25     | 140.231   | 85,81 | 120.186 |
| 2019 | 448.400 | 30,97     | 138.858   | 84,94 | 117.944 |
| 2018 | 453.912 | 29,94     | 135.920   | 83,70 | 113.761 |
| 2017 | 437.393 | 30,85     | 134.937   | 83,31 | 112.415 |
| 2016 | 444.467 | 30,41     | 135.144   | 79,88 | 107.953 |
| 2015 | 426.686 | 30,18     | 128.779   | 83,15 | 107.075 |
| 2014 | 429.984 | 29,34     | 126.172   | 83,81 | 105.748 |
| 2013 | 425.007 | 29,21     | 124.144   | 82,41 | 102.307 |
| 2012 | 419.555 | 29,35     | 123.129   | 81,79 | 100.712 |
| 2011 | 419.498 | 29,22     | 122.597   | 82,47 | 101.107 |
| 2010 | 419.256 | 28,55     | 119.677   | 81,01 | 96.948  |
| 2009 | 421.860 | 28,25     | 119.181   | 79,68 | 94.961  |
| 2008 | 421.766 | 27,58     | 116.310   | 77,41 | 90.034  |
| 2007 | 417.505 | 27,29     | 113.936   | 78,33 | 89.241  |

### Volkszählungsergebnisse
| Region                   | 1965       | 1970       | 1975       | 1980       | 1985       | 1990       | 1997 1     | 2000       |
| ------------------------ | ---------- | ---------- | ---------- | ---------- | ---------- | ---------- | ---------- | ---------- |
| Stadt (Şehir)            | 25.331     | 32.522     | 38.236     | 45.690     | 55.887     | 67.604     | 74.146     | 83.636     |
| zentraler Kreis (Merkez) | 70.323     | 77.622     | 80.103     | 86.405     | 94.746     | 102.294    | 104.400    | 112.501    |
| Provinz (İl)             | 428.015    | 451.679    | 463.587    | 480.083    | 502.151    | 499.087    | 460.805    | 523.819    |
| Türkei                   | 31.391.421 | 35.605.176 | 40.347.719 | 44.736.957 | 50.664.458 | 56.473.035 | 62.865.574 | 67.803.927 |

## Geschichte

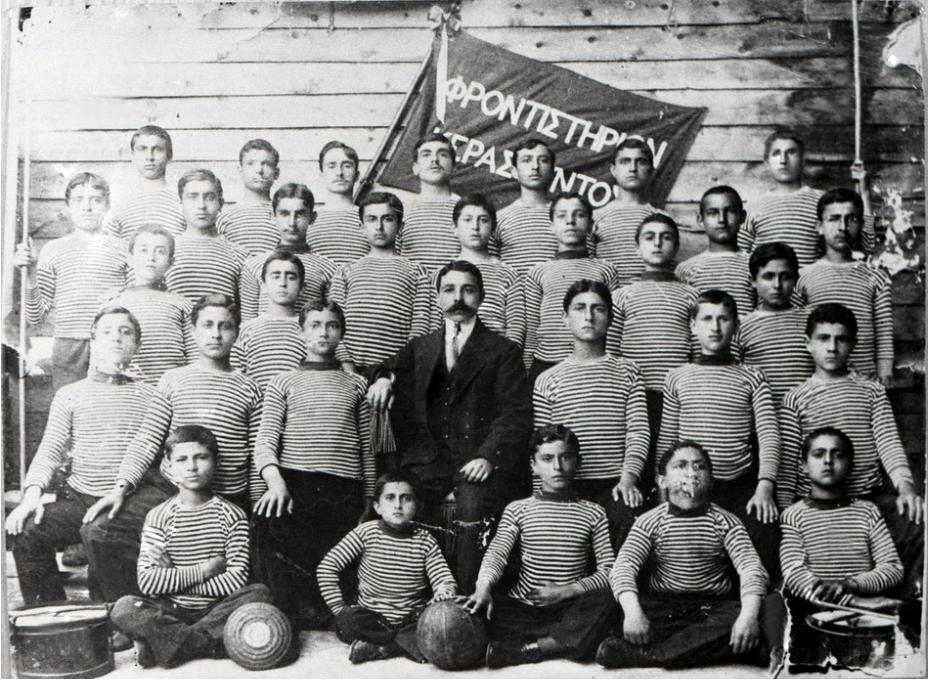
Pontosgriechisches Athletenteam von Giresun im frühen 20. Jahrhundert

Da in der Region bisher wenige Ausgrabungen stattfanden, ist nicht viel über die Geschichte der Stadt, die in der Antike Kerasus hieß, bekannt. Es wird vermutet, dass hier die Stadt Aripša lag, die zu Azzi gehörte und ca. 1312 v. Chr. vom hethitischen Großkönig Muršili II. erobert wurde. Frühe Funde belegen, dass die Stadt ab dem 7. Jahrhundert v. Chr. von Griechen bewohnt war und bestätigen damit antike Quellen, dass Giresun von Milesiern gegründet wurde.
183 v. Chr. wurde Kerasus, wie auch Sinope, vom pontischen Herrscher Pharnakes I. zerstört. Nach dem Wiederaufbau benannte er die Stadt in Pharnakeia um. Im Mittelalter gehörte Pharnakeia zur byzantinischen Provinz Armeniakon.

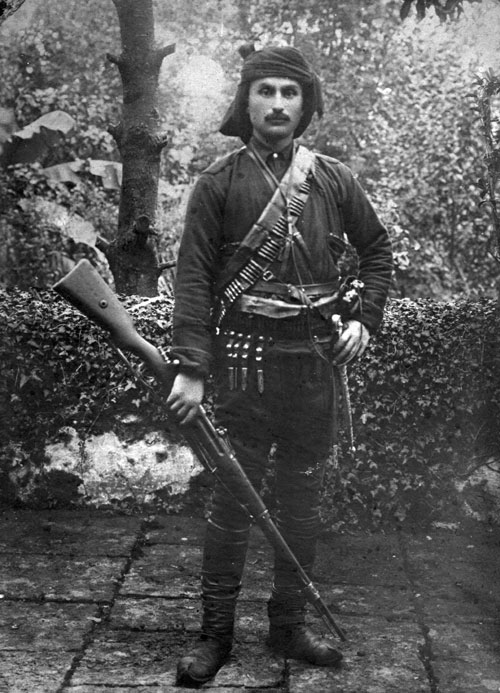
(Topal) Osman Ağa.

Der aus Giresun stammende Osman Ağa war der Leibwächter Mustafa Kemals. Im Zentrum von Giresun steht eine Statue von ihm als Denkmal und sein Grabmal befindet sich auf der Burg (Giresun Kalesi) von Giresun.

## Wirtschaft
In Giresun befindet sich mit Fiskobirlik eine der größten Haselnussfabriken der Türkei. Sie verkauft neben frischen Haselnüssen auch Nougatcremes, Haselnussöle und das Fındık ezmesi genannte Haselnussmus. Ein dominierender Abnehmer ist der italienische Süßwarenhersteller Ferrero. Das Unternehmen kaufte im 2019 etwa einen Drittel der gesamten türkischen Haselnussproduktion.
Giresun ist Sitz der Privatsender Tempo TV, Mavi Karadeniz TV und Giresun TV.

## Landwirtschaft
Die Stadt hat eine sehr reiche Landwirtschaft, es werden vor allem Haselnüsse angebaut. Anbau von Walnüssen und Kirschen sowie Herstellung von Leder und Bauholz gibt es in Giresun ebenfalls.

## Verkehr
Der Personenverkehr erfolgt überwiegend mit dem Dolmuş und mit anderen städtischen Linienbussen. Da es bergig ist, muss man auf Züge verzichten. Der Hafen von Giresun wurde in den sechziger Jahren vergrößert. Giresun teilt sich mit der Stadt Ordu einen Flughafen in Gülyalı.

## Bildung
Die Stadt hat städtische und renommierte weiterführende Schulen (Lise) und eine Universität (Giresun Üniversitesi).

## Küche
Die Küche der Stadt ist typisch türkisch und beinhaltet daher Kebab, Pilav und dickflüssige Suppen. Zudem ist ein Kiymali genanntes Gebäck mit gewürztem Hackfleisch sehr bekannt. In der Stadt und der Umgebung wird viel mit Schwarzkohl gekocht, wie Suppen und Sarma, eine Kohlroulade. Frische Fische und Sardellen sind in der Küche von Giresun üblich.

## Sehenswürdigkeiten
- Giresun Adası (Insel von Giresun)

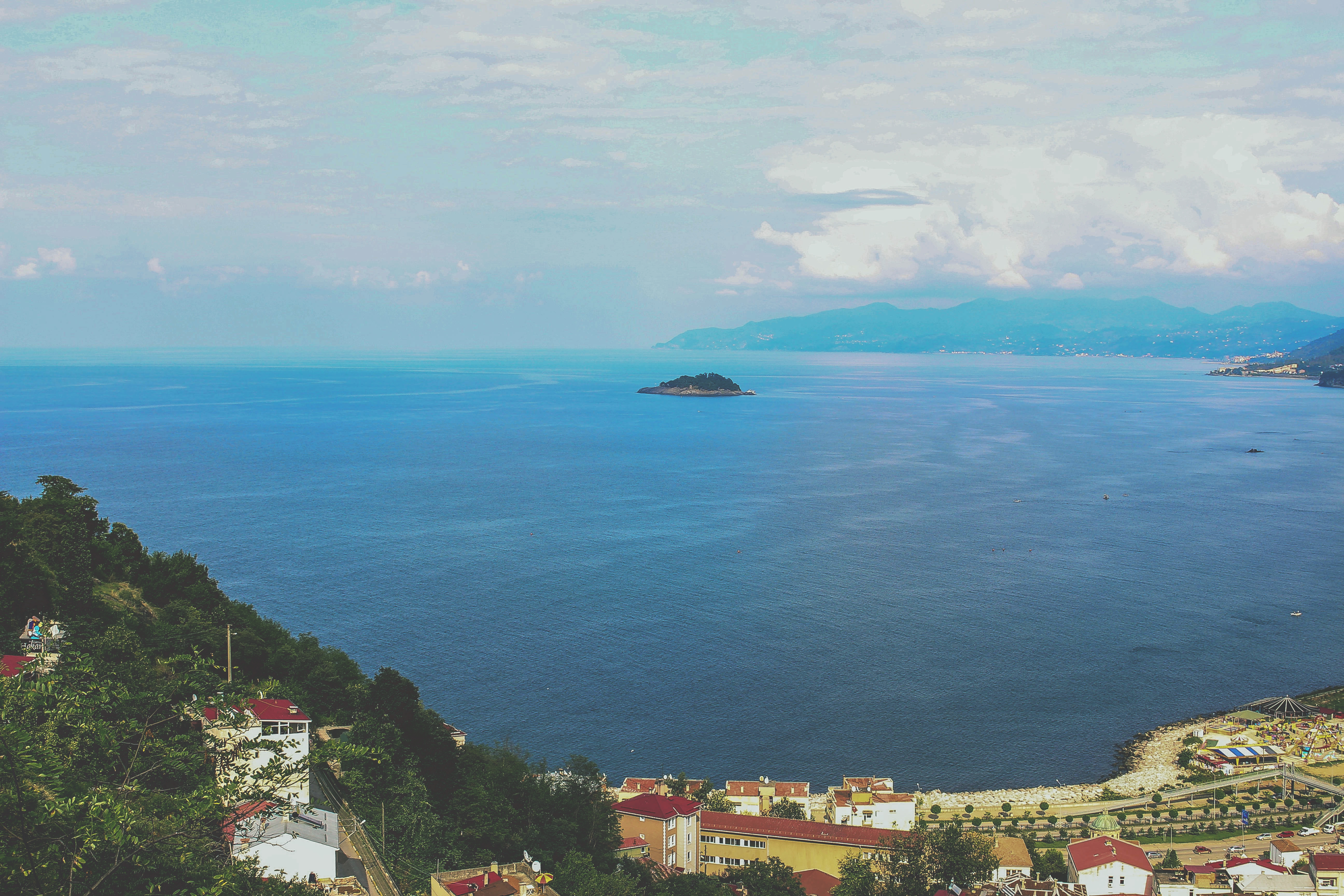
Blick auf die Insel von Giresun von der alten Festung aus.

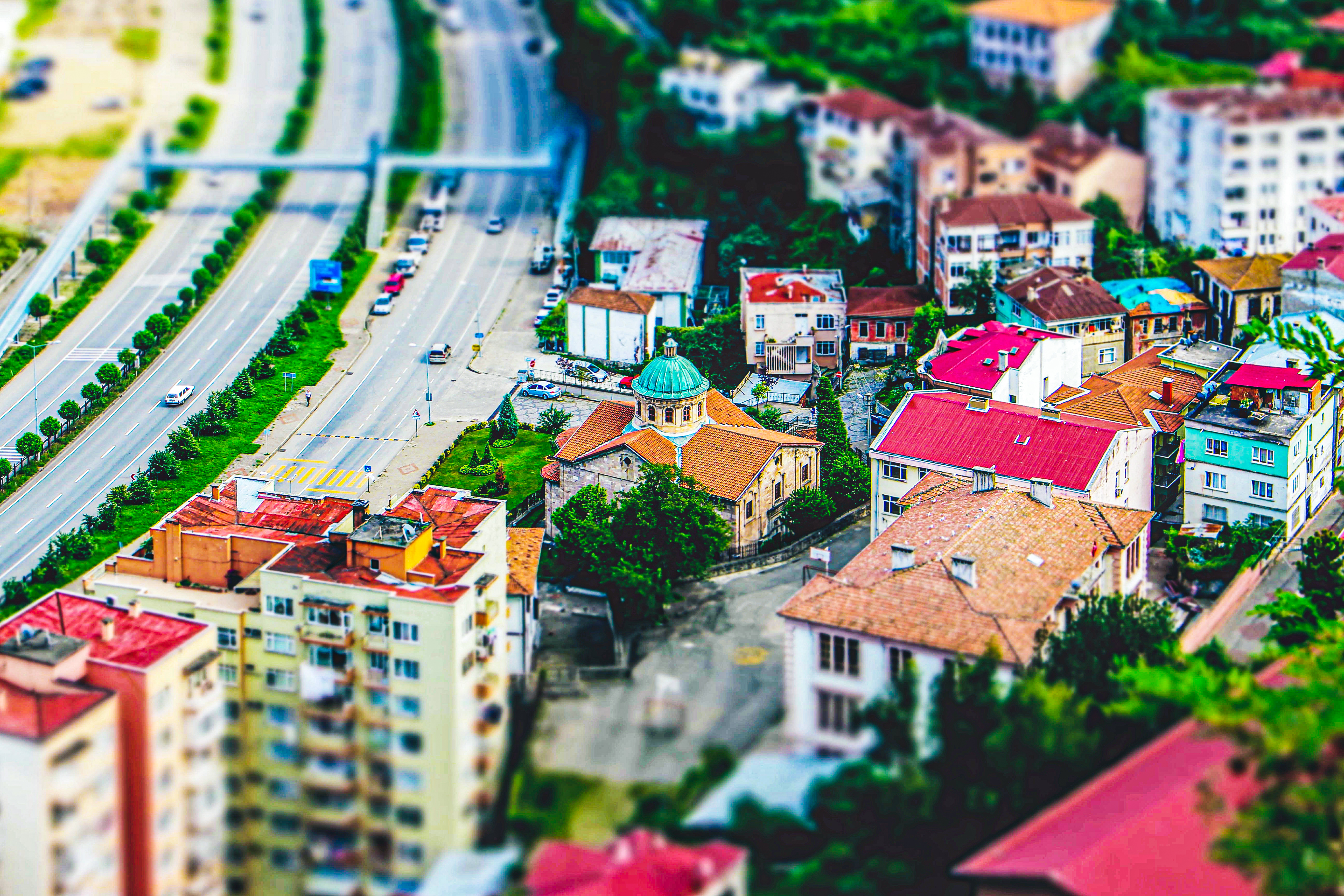
Archäologisches Museum Giresun von oben (eine ehemalige Kirche).

- Giresun Kalesi (Festung von Giresun)
- Topal Osman Anıtı (Denkmal von Topal Osman Ağa)
- Meryem Ana Kiliselesi ve Manastırları (Kirche und Kloster)
- Gebe Kilisesi (Kirche)
- Fatih Camii und Kurşunlu Cami (Moscheen)
- Giresun Arkeoloji Müzesi (Archäologisches Museum)
- Die Stadt hat mehrere Sandstrände, die mit den Dolmuş zu erreichen sind.

## Persönlichkeiten
- Osman Ağa (1883–1923), Akteur des Ersten Weltkrieges und des Türkischen Unabhängigkeitskrieges
- Erden Alkan (* 1941), Schauspieler
- Yaman Okay (1951–1993), Theater-, Film- und Fernsehschauspieler
- Mehmet Aygün (* ca. 1956), deutsch-türkischer Unternehmer
- Nurettin Canikli (* 1960), Politiker
- Avni Kertmen (* 1961), Badmintonspieler
- Süleyman Abay (* 1973), Fußballschiedsrichter
- Kenan Yelek (* 1975), Fußballspieler
- Tolga Seyhan (* 1977), Fußballspieler
- Cevat Yerli (* 1978), deutsch-türkischer Spielentwickler und Unternehmensgründer
- Gökdeniz Karadeniz (* 1980), Fußballspieler
- Erol Can Akdağ (* 1996), Fußballspieler
- Furkan Külekçi (* 2001), Fußballspieler
- Alperen Şengün (* 2002), Basketballspieler

## Partnerstädte
- Sagae, Japan (1988)
- Taganrog, Russland (1995)
- Şəki, Aserbaidschan (2001)
- Alba, Italien[10] (2019)

## Bilder

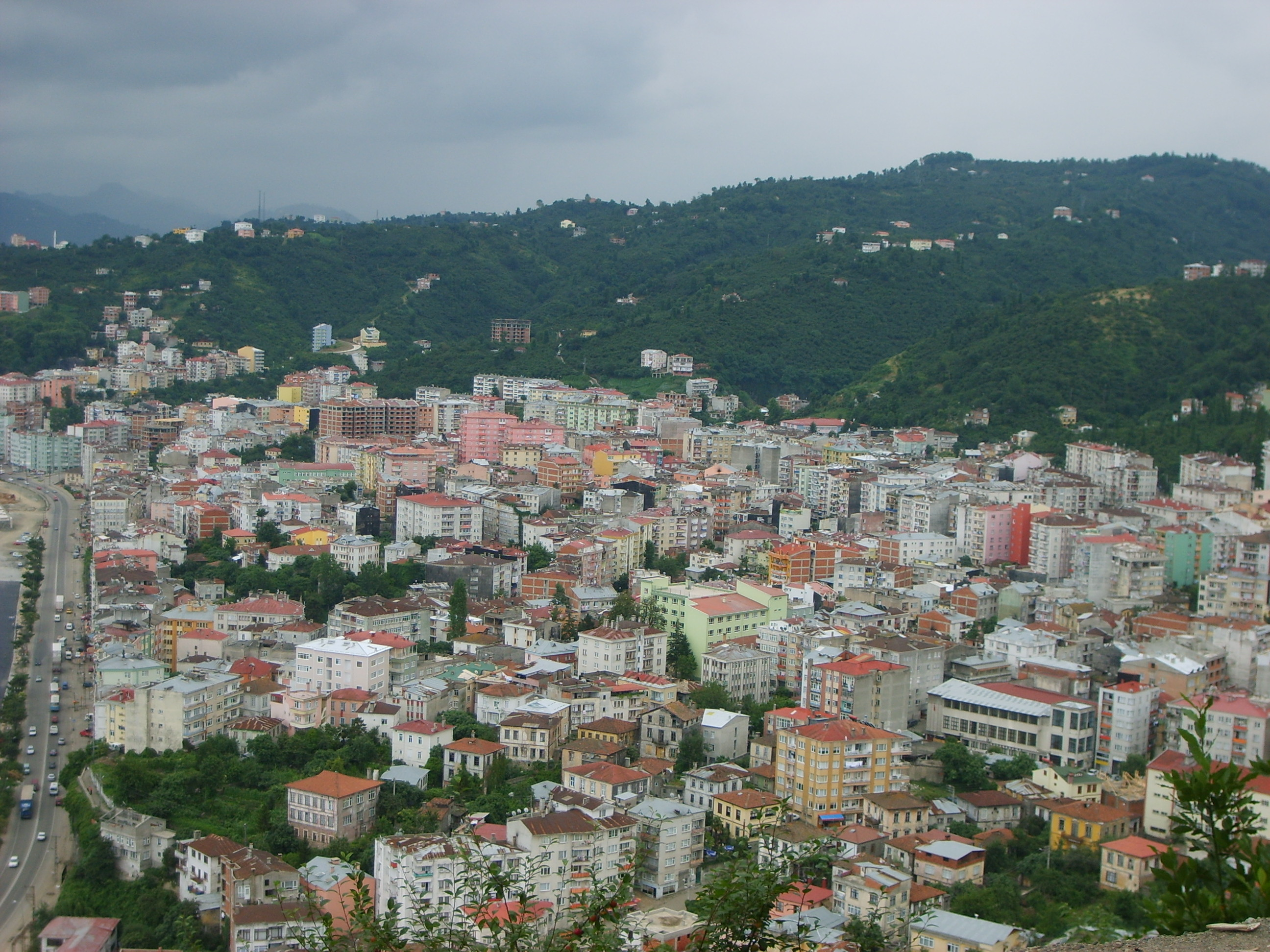
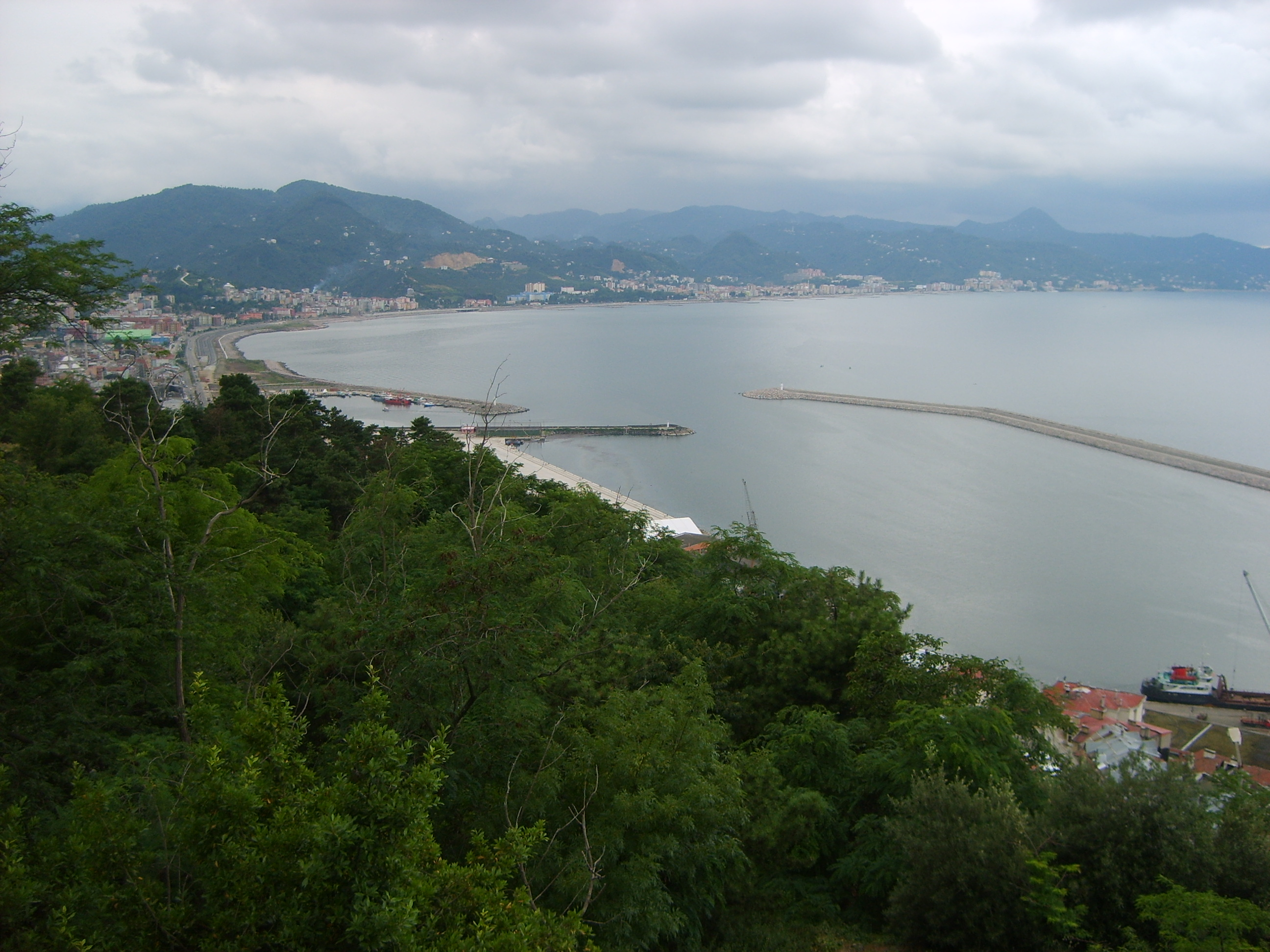